# Menzeliella staheli
Menzeliella staheli – gatunek widłonoga z rodziny Cyclopidae; jedyny przedstawiciel rodzaju Menzeliella. Gatunek ten opisał w 1917 roku szwajcarski hydrobiolog Pierre-Alfred Chappuis, nadając mu nazwę Cyclops staheli. 